# Glikogen sintetaza
Glikogen sintetaza (glikogen sintaza) je enzim koji u stanicama katalizira reakciju povezivanja molekula glukoze u glikogen.
Glikogen sintetaza je ključni enzim glikoneogeneze. 
Enzim katalizira reakciju UDP-glukoze i (1,4-alfa-D-glukozil)n, pri čemu nastaje UDP i (1,4-alfa-D-glukozil)n+1. 
Kod čovjeka postoje dva izoenzima:
- glikogen sintetaza 1 (mišićni enzim) - nalazi se u mišićima i ostalim tkivima
- glikogen sintetaza 2 (jetreni enzim) - nalazi se u jetri

Neodstatak glikogen sintaze uzrokuje bolest glikogenozu tip 0.